# ユージン・インジック
ユージン・インジック（Eugen Indjic, 1947年3月11日 - 2024年2月28日）は、ユーゴスラビア出身のピアニスト。

## 生涯
生い立ち
1947年、ユーゴスラビア社会主義連邦共和国・ベオグラードの生まれ。父はペータル2世に仕えたセルビアの軍人で、母はロシア出身のアマチュアのピアニストであった。
渡米
4歳の時にアメリカ合衆国に移住し、フレデリック・ショパンの幻想即興曲やポロネーズ集のレコードを聴いてピアノに興味を持ち、グルジア出身のピアニストであるリューボフ・ステファーニについてピアノを学んだ。1955年に市民権を得た。1958年にはNBCの放送に出演し、ピアノ演奏を披露している。1959年から1964年までアレクサンドル・ボロフスキーの下で研鑽を積んだが、1960年にはワシントン・ナショナル交響楽団と共演し、その翌年から10年間、アーサー・フィードラーの要請でボストン・ポップス・オーケストラに客演を重ねた。一方でレナード・バーンスタイン奨学金を得てハーバード大学に進学し、ローレンス・バーマンとレオン・キルヒナーにシェンカー理論などの音楽理論を学び、1969年に優等の成績で卒業した。
1968年にはアルトゥール・ルービンシュタインと出会い、ルービンシュタインが亡くなるまで親交を深めた。1970年にはショパン国際ピアノコンクールに出場して第4位に入賞した。1972年にはリーズ国際ピアノ・コンクール第3位、1974年にはルービンシュタイン国際ピアノコンクールで第2位をそれぞれ獲得した。
インジックの演奏したショパンのマズルカ集の録音は、ジョイス・ハットーの演奏として名義を書き換えられて発売されたことがある。
2024年2月28日、フランスのコンピエーニュにて死去。76歳没。